# 馬拉萊
14°55′N 87°2′W / 14.917°N 87.033°W
馬拉萊（西班牙語：Marale，西班牙語發音：[maˈɾale]），是洪都拉斯的城鎮，位於該國中部，由弗朗西斯科-莫拉桑省負責管轄，始建於1824年，面積476.01平方公里，海拔高度787米，2020年人口9,258，人口密度每平方公里23.01人。